# اضمدة (الرضمة)

تعديل مصدري - تعديل

اضمدة هي إحدى قرى عزلة أزال بمديرية الرضمة التابعة لمحافظة إب، بلغ تعداد سكانها 81 نسمة حسب تعداد اليمن لعام 2004.